# Ana Miralles
Ana Miralles és una dibuixant d'historietes i il·lustradora espanyola, nascuda a Madrid el 16 de desembre de 1959.
El 2009 fou guardonada amb el Gran Premi del Saló del Còmic de Barcelona en reconeixement de la seva extensa carrera en el món del còmic. Fou la primera dona en rebre aquest guardó.

## Biografia
Es va donar a conèixer l'any 1983 gràcies a una exposició per nous dibuixants organitzada per Radio 3, que li va permetre debutar professionalment a la revista Rambla. per a continuació fer diverses històries curtes en revistes com Madriz (Bares de todo el mundo) i Cairo (Marruecos, mon Amour, amb guió d'Antonio Segura).
En els 90, va realitzar amb aquest mateix guionista la trilogia Eva Medusa i amb Emilio Ruiz El Brillo de una Mirada i una altra trilogia que adaptava la novel·la En busca del unicornio de Juan Eslava Galán: La herida y el bálsamo (1997), Los herreros blancos (1998) i Finis Africae (1999), sempre pel segell barceloní Glénat Espanya.
L'any 2001 surt al mercat exterior, dibuixant Djinn a França amb guions del belga Jean Dufaux per l'editorial francesa Dargaud.
L'any 2011 amb Emilio Ruiz publica el llibre infantil Wáluk a Astiberri i inicia per 12 bis la sèrie Muraqqa, on es narra la vida d'una noia, Priti, que acudeix a l'harem de l'emperador mogol Jahangir per il·lustrar el que succeeix a palau.

## Premis i distincions
- 1993 - Premi Haxtur a la "Millor Història Llarga" per "Eva Medusa" en el Saló Internacional del Còmic del Principat d'Astúries, Espanya
- 1993 - Premi Haxtur al "Finalista Més Votat pel Públic" per "Eva Medusa" en el Saló Internacional del Còmic del Principat d'Astúries, Espanya
- 1993 - Nominada al Premi Haxtur al "Millor Dibuix" per "Eva Medusa" en el Saló Internacional del Còmic del Principat d'Astúries, Espanya
- 2003 - Premi Haxtur a la "Millor Portada" per "Djinn (nº1)" en el Saló Internacional del Còmic del Principat d'Astúries, Espanya
- 2009 - Gran Premi del Saló del Còmic de Barcelona del Saló Internacional del Còmic de Barcelona
- 2011 - XXXV Premi Diari d'Avisos al millor dibuix d'historieta realista.[4]